# Rosemary Clooney
Rosemay Clooney (n. 23 mai 1928, Maysville⁠(d), Kentucky, SUA – d. 29 iunie 2002, Beverly Hills, California, SUA) a fost o actriță și cântăreață americană.